# NGC 7712
NGC 7712 (również PGC 71850 lub UGC 12694) – galaktyka spiralna (Sa), znajdująca się w gwiazdozbiorze Pegaza. Odkrył ją w 1876 roku Wilhelm Tempel.
W galaktyce tej zaobserwowano supernową SN 2015K.